# مدرسه قاش
مدرسه قاچ مجموعه‌ای در بخارا دربردارندهٔ دو مدرسه است که در دو ساختمان گوناگون روبه‌روی هم جای گرفته‌اند به‌گونه‌ای‌که گویا این دو مدرسه، مجموعه را از میان به دو نیم قاچ می‌کنند: مدرسهٔ عبدالله‌خان  و مدرسهٔ مادرِ خان که متقارن هم می‌باشند.
این مجموعه که در نزدیکی آرامگاه دودمان سامانی جای دارد در سدهٔ شانزدهم از سوی فرمانروای شیبانی خانات بخارا، عبدالله خان دوم (۱۵۵۷-۱۵۹۸) برپا شد.
تاریخ ساخت این سازه، بر پایهٔ یک سنگ‌نوشته که در بالای در اصلی جاگذاری است، ۹۷۴ در گاهشماری اسلامی یا ۱۵۶۶-۶۷ در گاهشماری میلادی می‌باشد.

## بن‌مایه
- همکاری‌کنندگان ویکی‌پدیا، «Кош-медресе»، ویکی‌پدیای روسی، دانشنامهٔ آزاد (بازیابی ۱۰ دی ۱۴۰۰)
- PageTour - Private collection, Uzbekistan. «Bukhara Map, Madrasah, Mosque, Ensemble, Mausoleum, Ark, Kalyan, Minaret». پیج تور. دریافت‌شده در ۱۰ دی ۱۴۰۰.